# 장화신은마카크
장화신은마카크(Macaca ochreata)는 인도네시아 술라웨시섬에 사는 마카크의 일종이다. 엷은색원숭이로도 불리는 구세계원숭이로, 나무 위에서 낮 시간의 대부분을 보내는 주행성 동물이다.
키는 50–59 cm 정도이며, 35–40 cm 길이의 꼬리를 지니고 있다. 장화신은마카크는 무화과와 새순, 무척추동물과 곡물 등을 주로 먹는다.
장화신은마카크는 2종의 아종이 알려져 있다.
- Macaca ochreata ochreata
- 무나부퉁마카크(Macaca ochreata brunnescens)